# 斯姆巴塔堡
斯姆巴塔堡（羅馬化：Smbataberd，发音[səmbɑtɑˈbɛɾtʰ]）是亚美尼亚一座中世纪要塞，坐落于瓦约茨佐尔州阿尔塔布伊恩克、耶赫吉斯两村之间一座小山之巅。五世纪甚至更早时要塞或已存在，然而其他文献将其年代定在九至十一世纪。要塞庞大的玄武岩墙壁保存良好，但其内部遗留则远不如。此地曾为休尼克省诸亚美尼亚王公主要的要塞，而当时耶赫吉斯为省统治者的治所。十三世纪奥尔贝良公室治下堡垒大举扩建，今为瓦约茨佐尔州著名的旅游景点。

## 名称
「斯姆巴塔堡」（Սմբատաբերդ）在亚美尼亚语中意为「斯姆巴特的要塞」，其所在一带的住民习于如此称呼。其建设与名称传统上同十世纪休尼公室的斯姆巴特王公相联系。而据另一观点，当地住民将要塞如此命名，则是因葬于耶赫吉斯聚落附近的奥尔贝良王公斯姆巴特（1251年－1273年在位）。学者格翁德·阿利尚以此名起源纯属民间传说，而将要塞同附近察加茨卡尔修道院相关联。斯姆巴塔堡有时用于同时指代此要塞并耶赫吉斯村，然二者相隔一至二千米远。

## 位置与概述
斯姆巴塔堡位于阿尔塔布伊恩克村东侧山岭顶部，在耶赫吉斯村以西，高程2,000米。其地极为易守难攻，东西南三面有陡崖捍卫，更有要塞城墙防护。 城墙规模庞大、成尖锥形环绕要塞一周，保存相对良好；玄武岩巨石削成楔形以筑城墙，也有未经磋磨的石块参与，互以石灰浆相黏结。墙厚二至三米，沿墙分布的半圆形塔楼高八至十米。要塞有墙贯通、分为南北两片，各有其主塔。围墙以内，要塞所遗无几，惟城中最高处的主塔存留，接近城防墙的建筑其地基亦依稀可辨。居住屋舍及蓄水池有废墟留存。堡内部分建筑很可能为十三世纪特别为王公生活而建。要塞入口西北东凡三处，而今仅能自北侧的正门到达要塞进入其中。北东两处入口有类厅堂，卫兵室及其上瞭望塔废墟尚在。要塞水源自察加茨卡尔修道院附近泉水引来，通过水管流入城中。

## 历史
有文献记载，斯姆巴塔堡筑于九、十或十一世纪期间，另有说法以为堡垒早在五世纪或更古时即已存在，十世纪则广筑城防。堡垒居高临下，用作耶赫吉斯聚落之碉堡，耶赫吉斯在九、十世纪为休尼克地区休尼诸王公的治所。斯姆巴塔堡之建造与名称传统上同十世纪的王公斯姆巴特·休尼（史家斯捷潘诺斯·奥尔贝良曾提及其人936年尚在）相关。970年代，休尼克王国既立，统治王国的休尼王室将卡潘定为都城，王室一支仍旧驻在耶赫吉斯治事。1002年或1003年，坐镇耶赫吉斯的休尼王室支脉向巴格拉提德国王加吉克一世臣服。
据历史学家、考古学家谢德拉克·巴尔胡达良（Սեդրակ Բարխուդարյան）说法，斯姆巴塔堡、耶赫吉斯聚落、察加茨卡尔修道院三者，在休尼王室立于耶赫吉斯的支脉治下构成「建筑、精神、政治上的整体」。自1045年巴格拉提德王朝灭亡，这一支脉在政治上大为削弱，终为奥尔贝良公室所取代，这一公族在十三世纪统治瓦约茨佐尔及休尼克多数地区。十三世纪奥尔贝良公室同样以耶赫吉斯为治所，公室治下此地达到巅峰。奥尔贝良公室统治者斯姆巴特（1251年至1273年在位）将斯姆巴塔堡重修加固。
自建立以来斯姆巴塔堡曾遭数次围攻，其中尤为著名者，此堡曾于十世纪早期成功抵御萨吉王朝埃米尔优素福·伊本·阿比·萨吉所遣将领纳斯尔的进攻。依民间传说，塞尔柱人所以能攻陷要塞，乃以渴骡或渴马寻得水源，要塞供水遂断。

## 图集

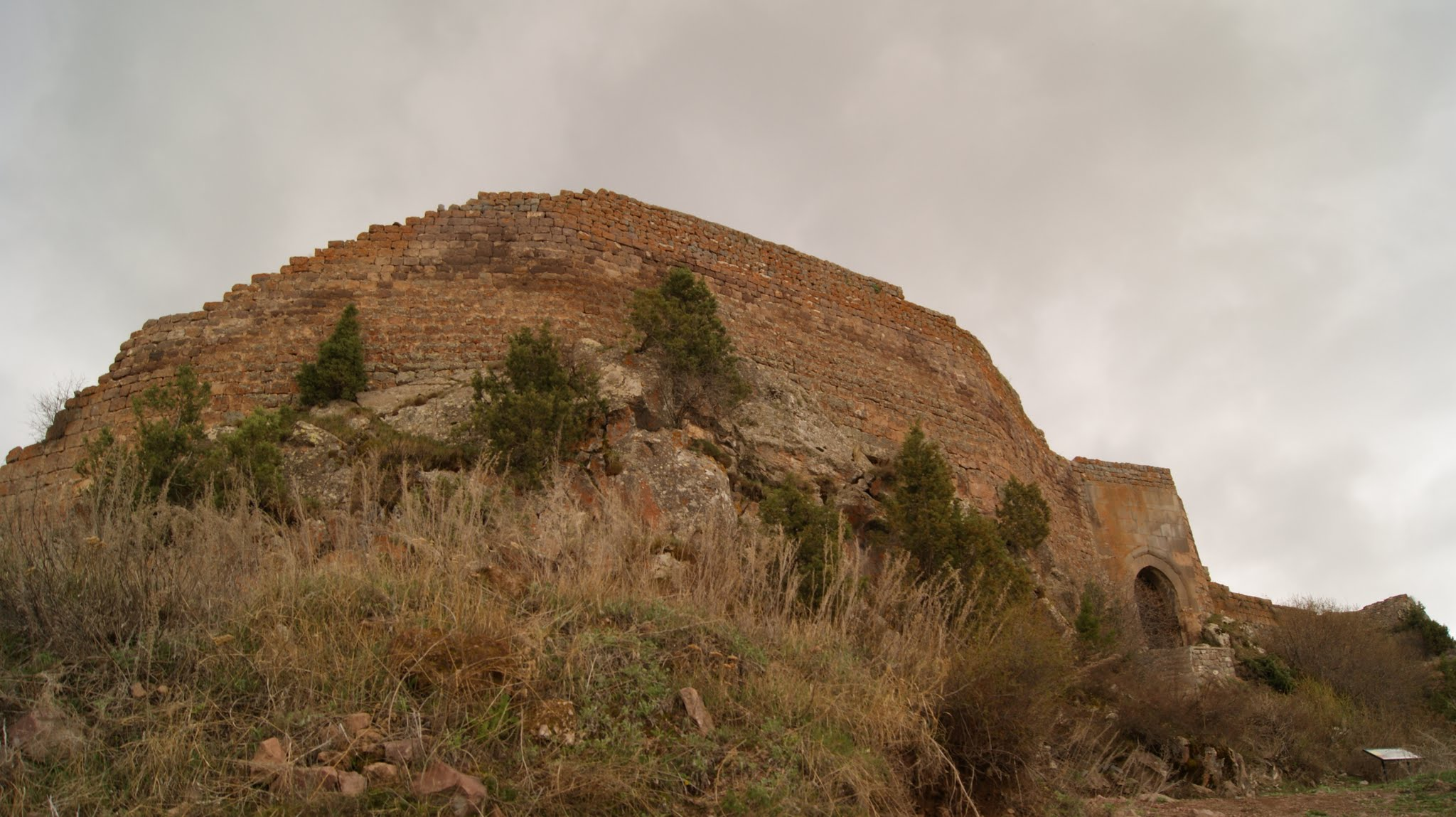
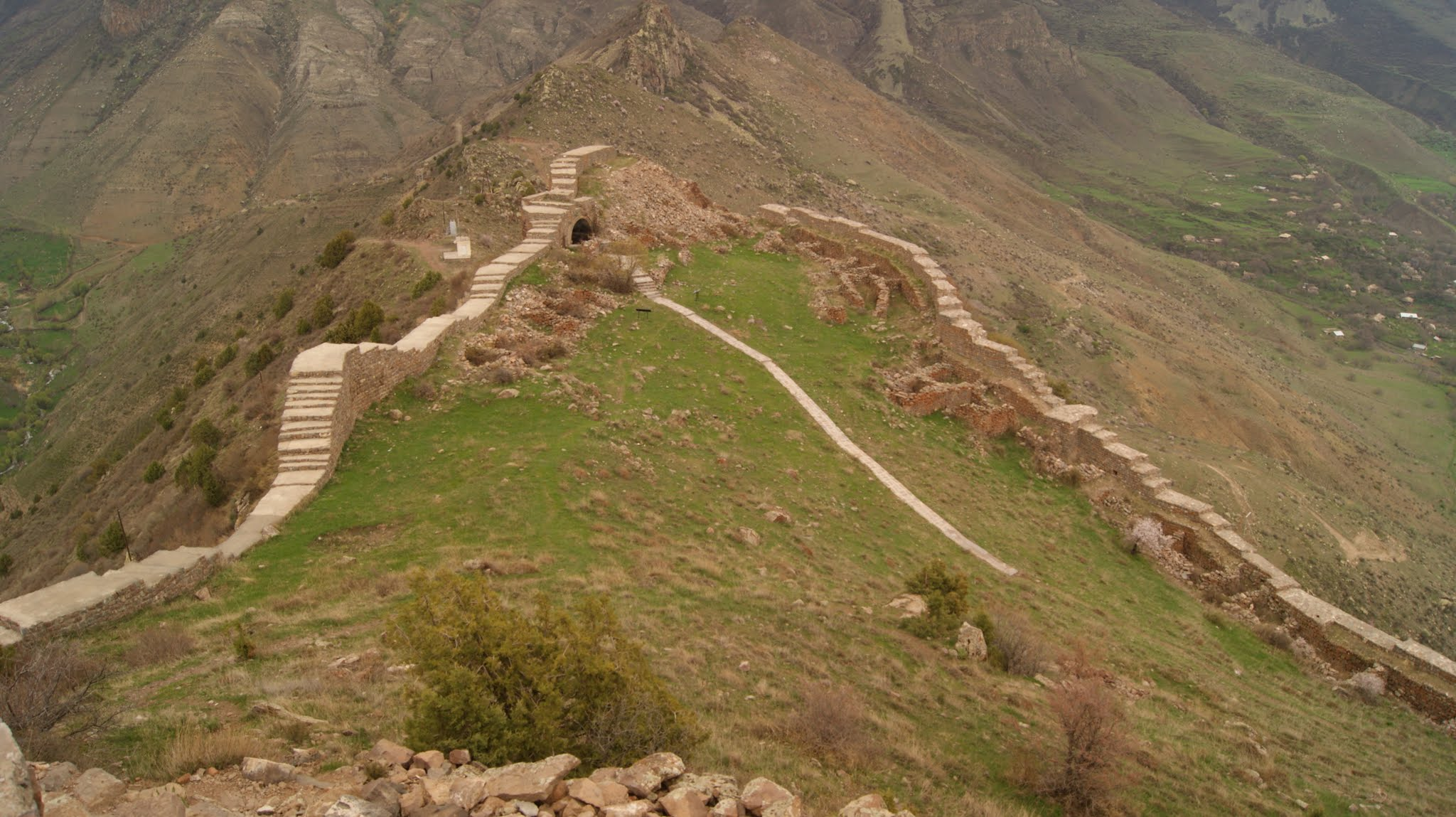
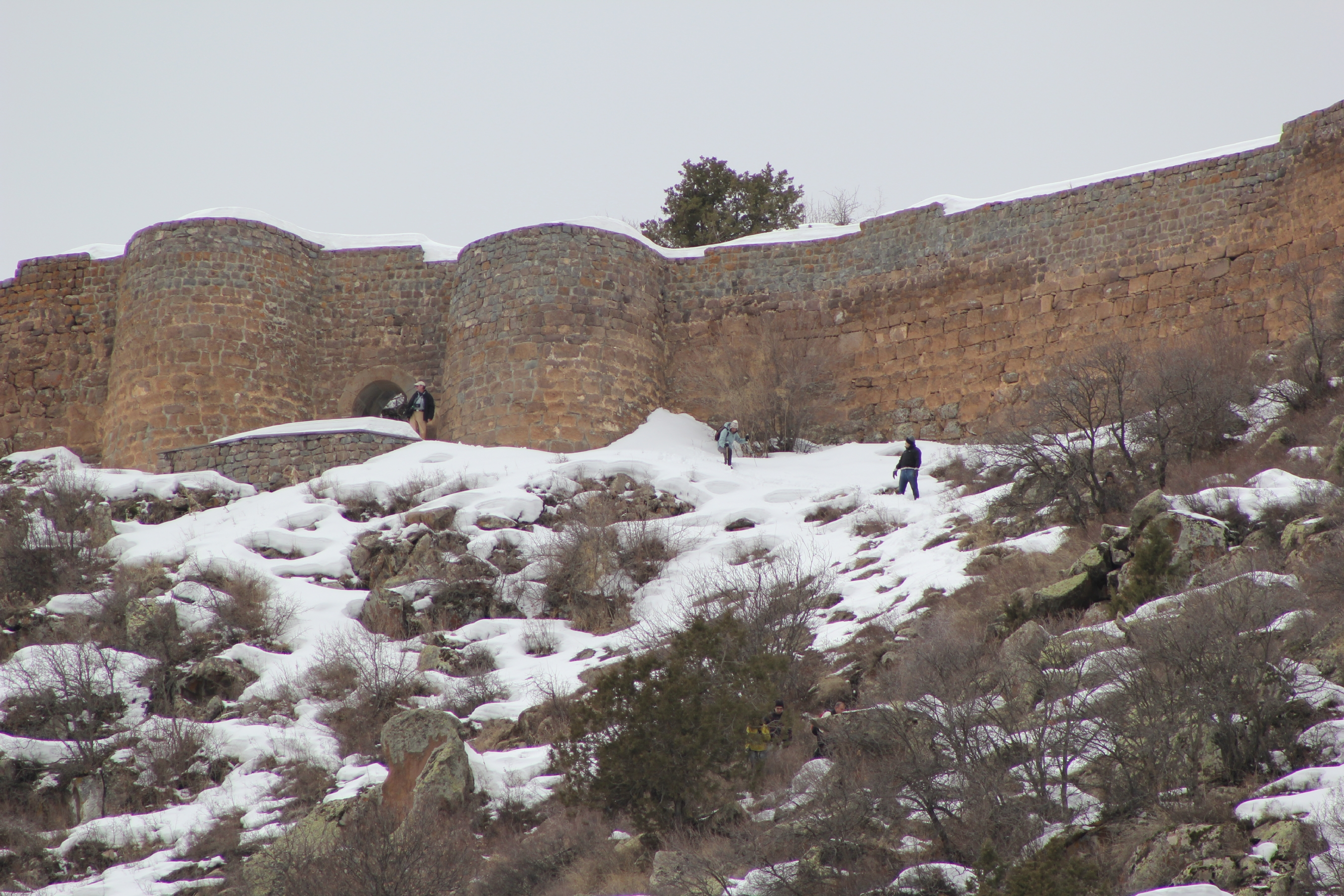
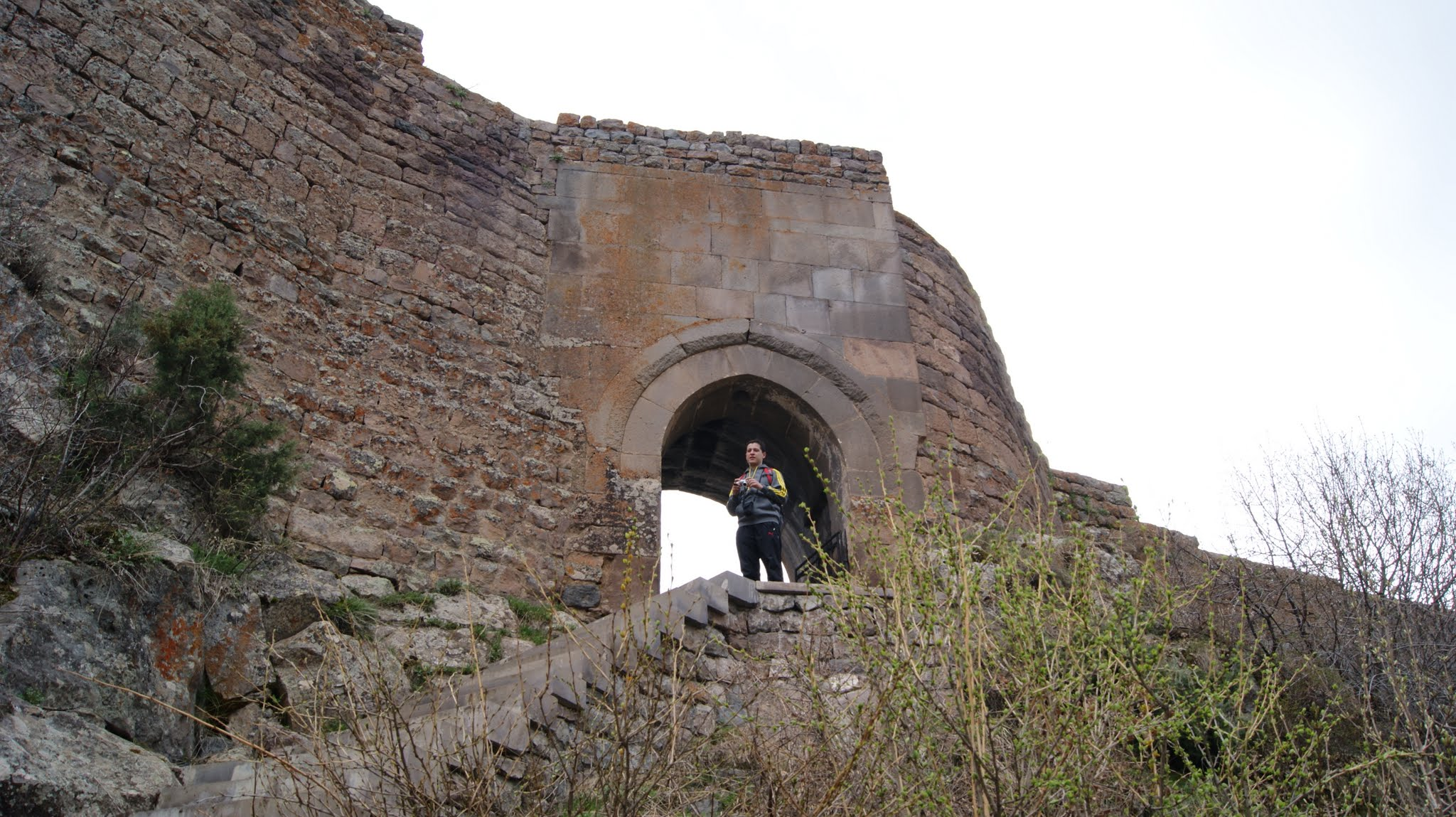
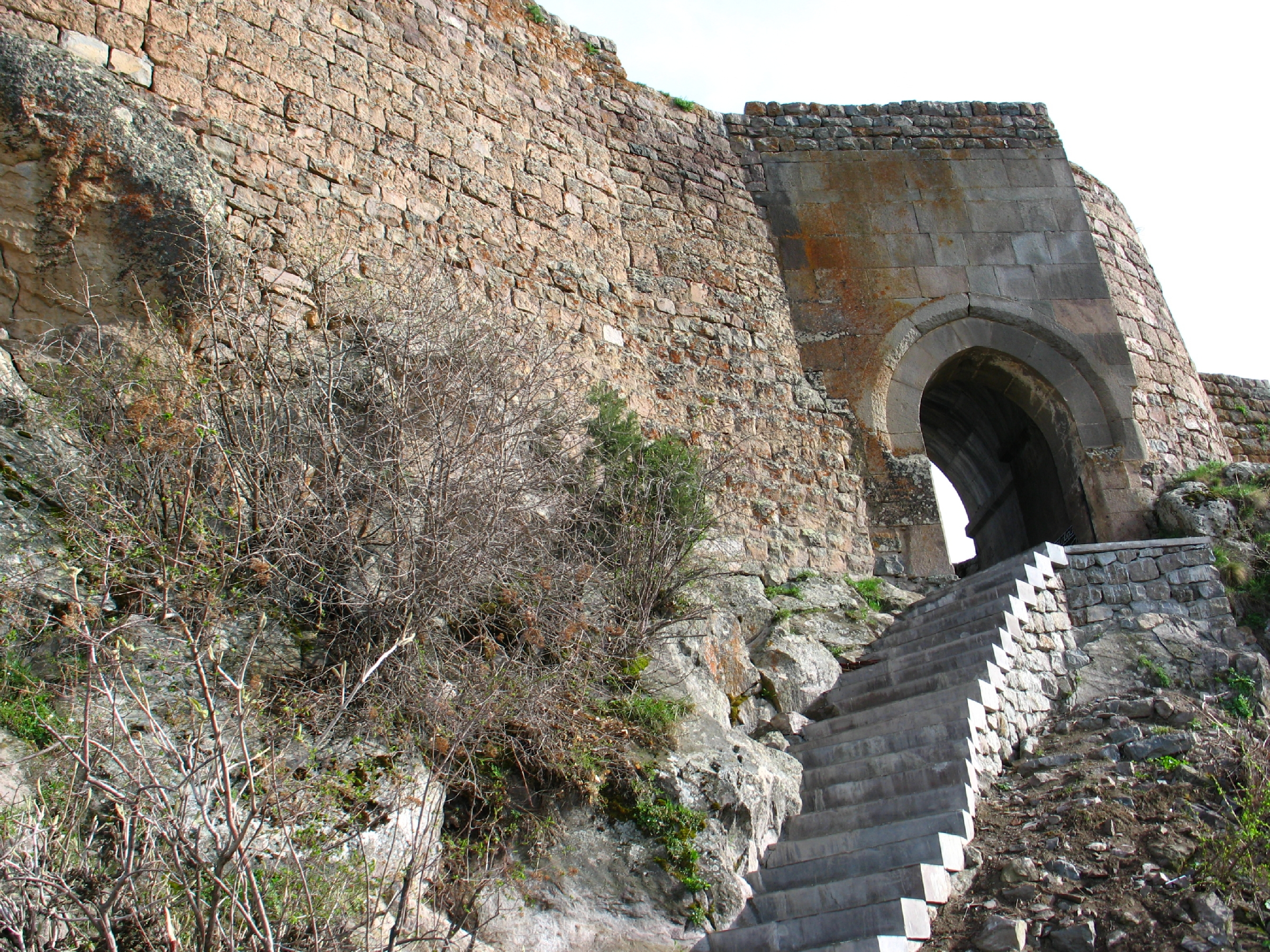
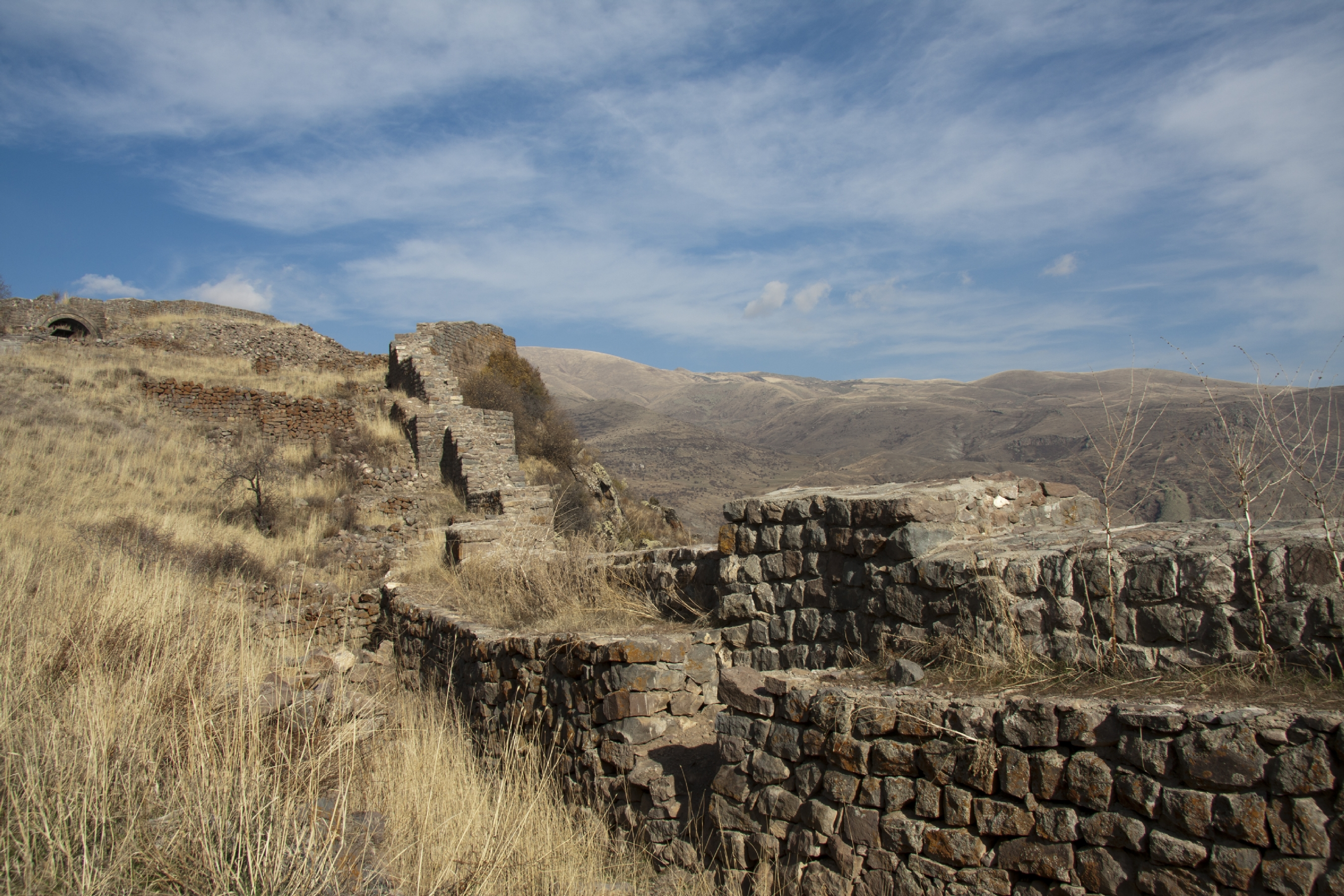
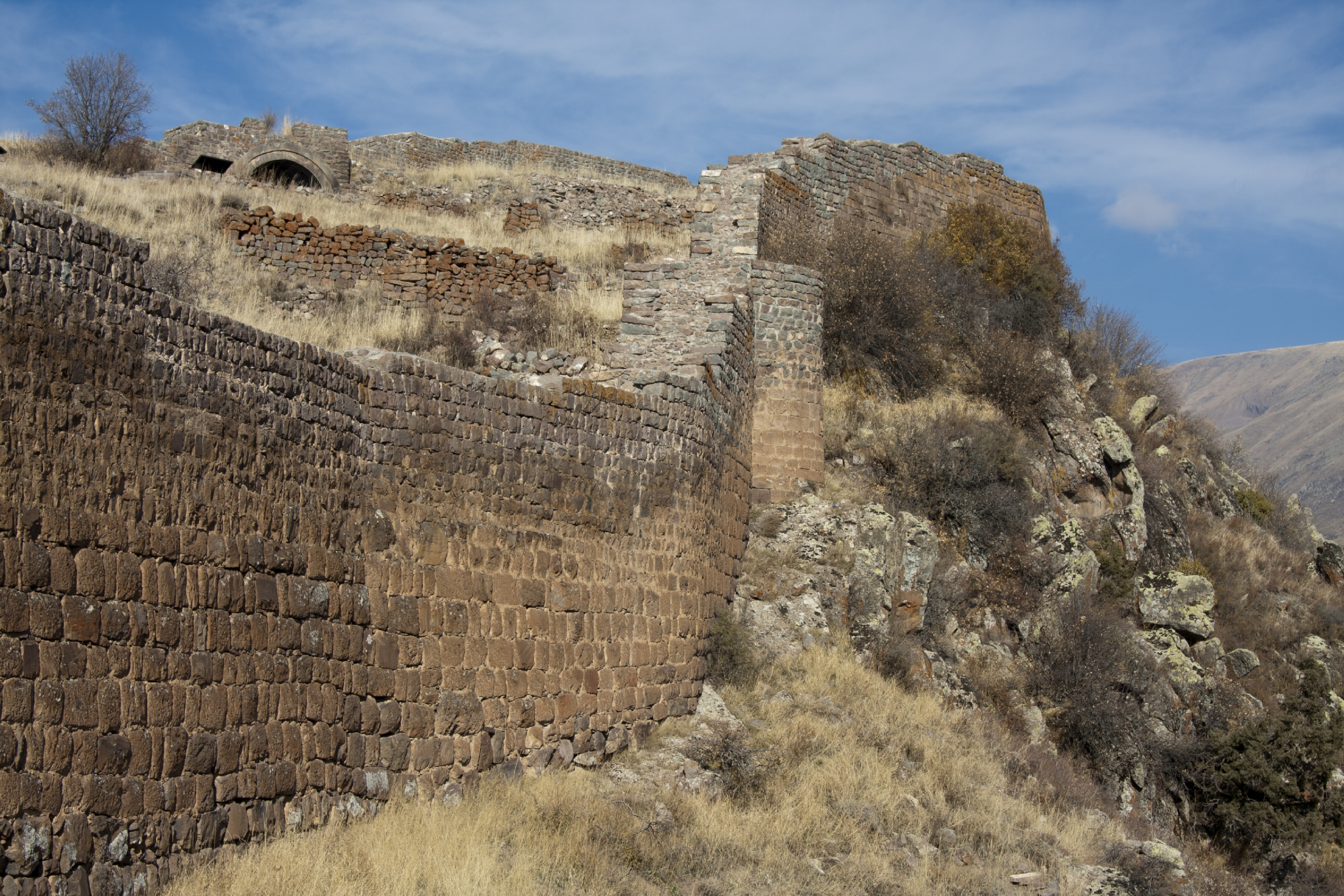
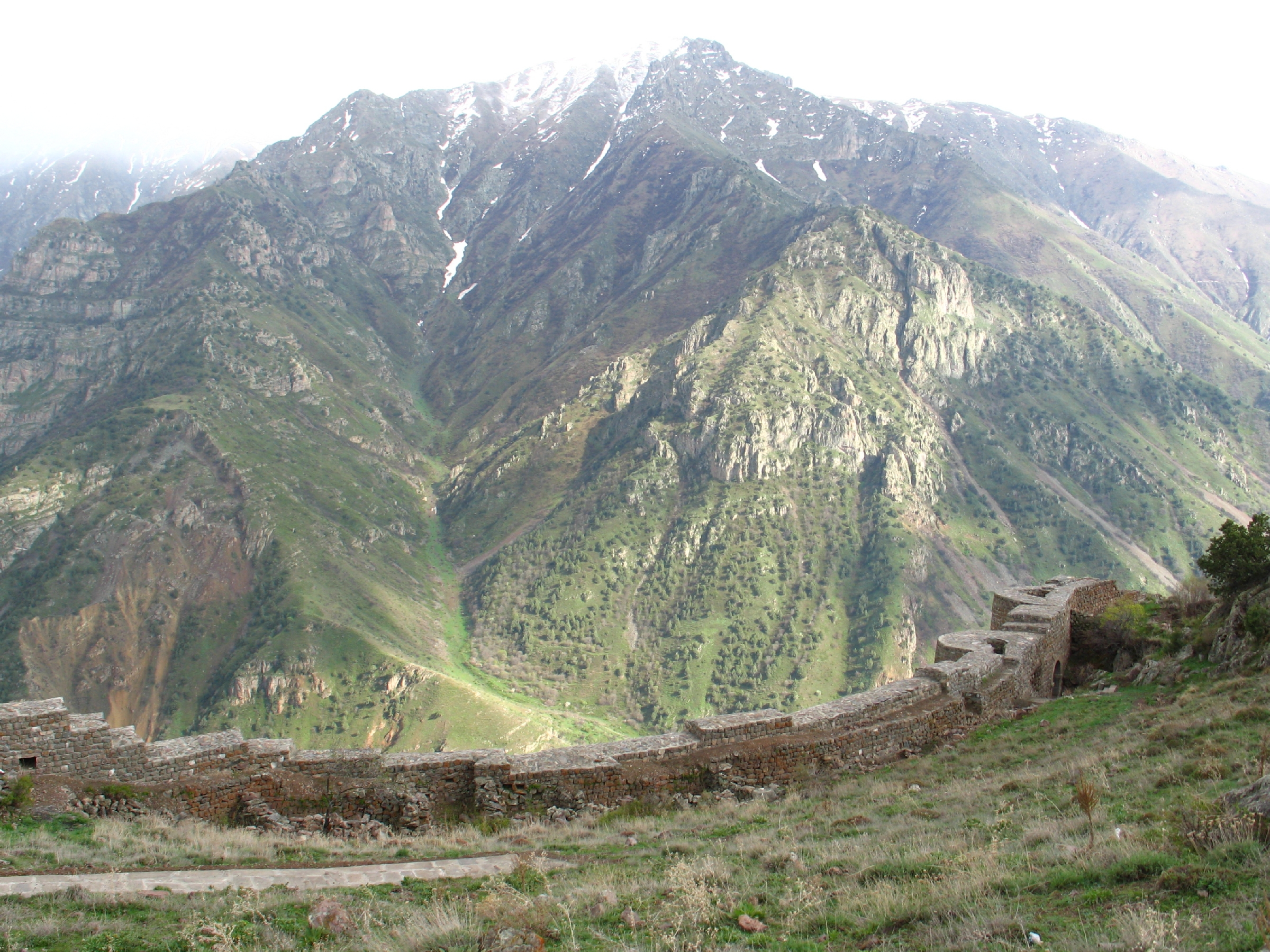
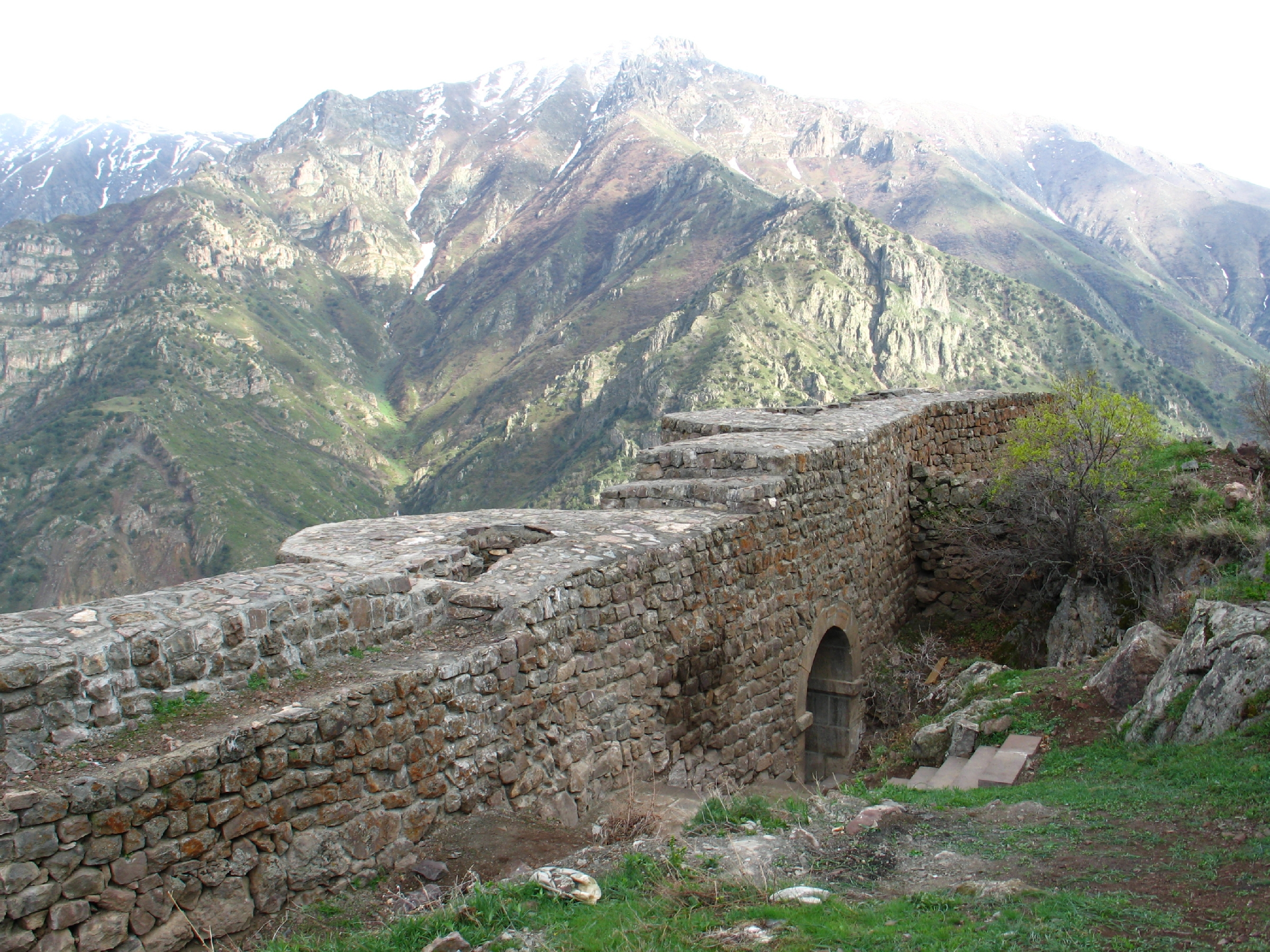
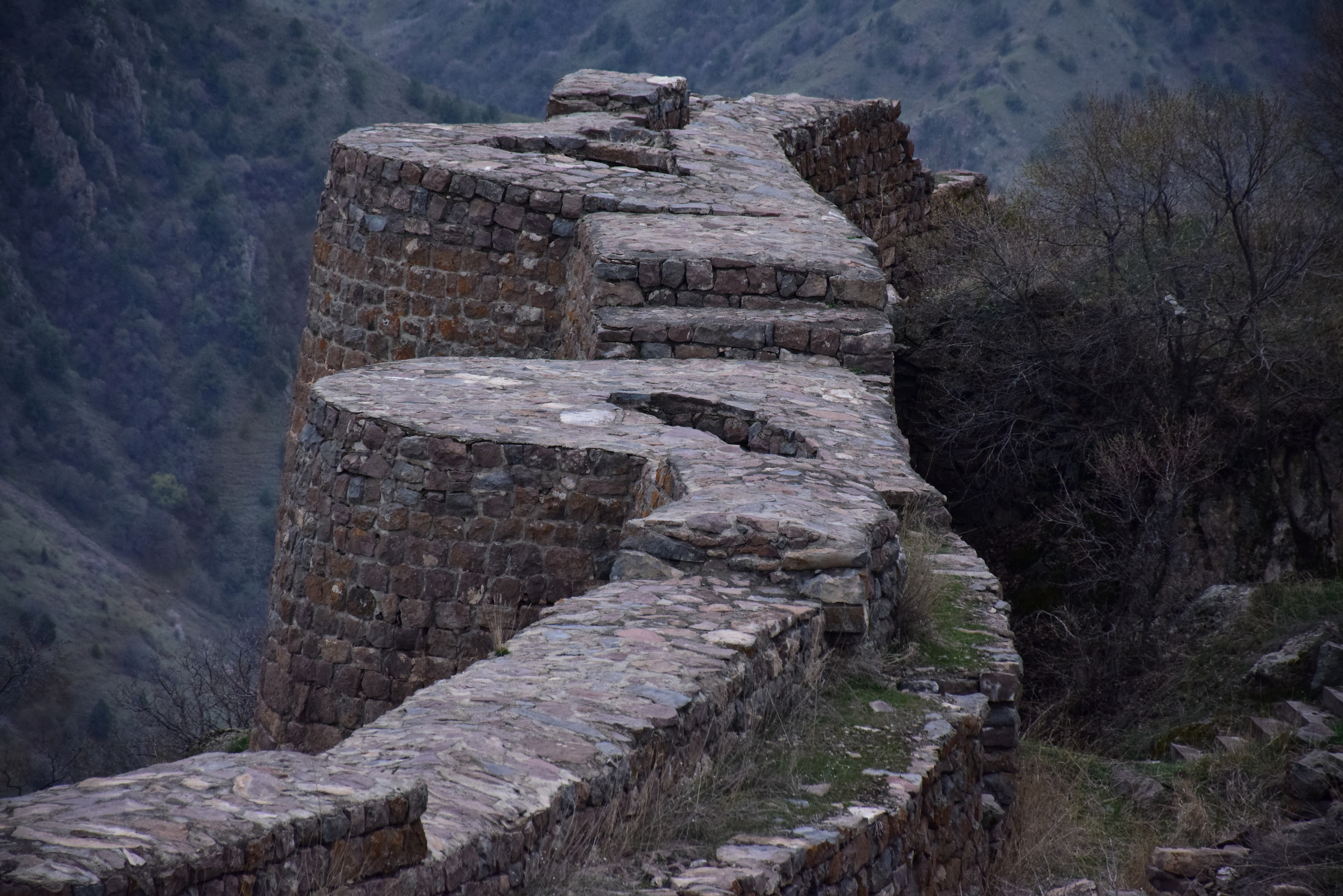
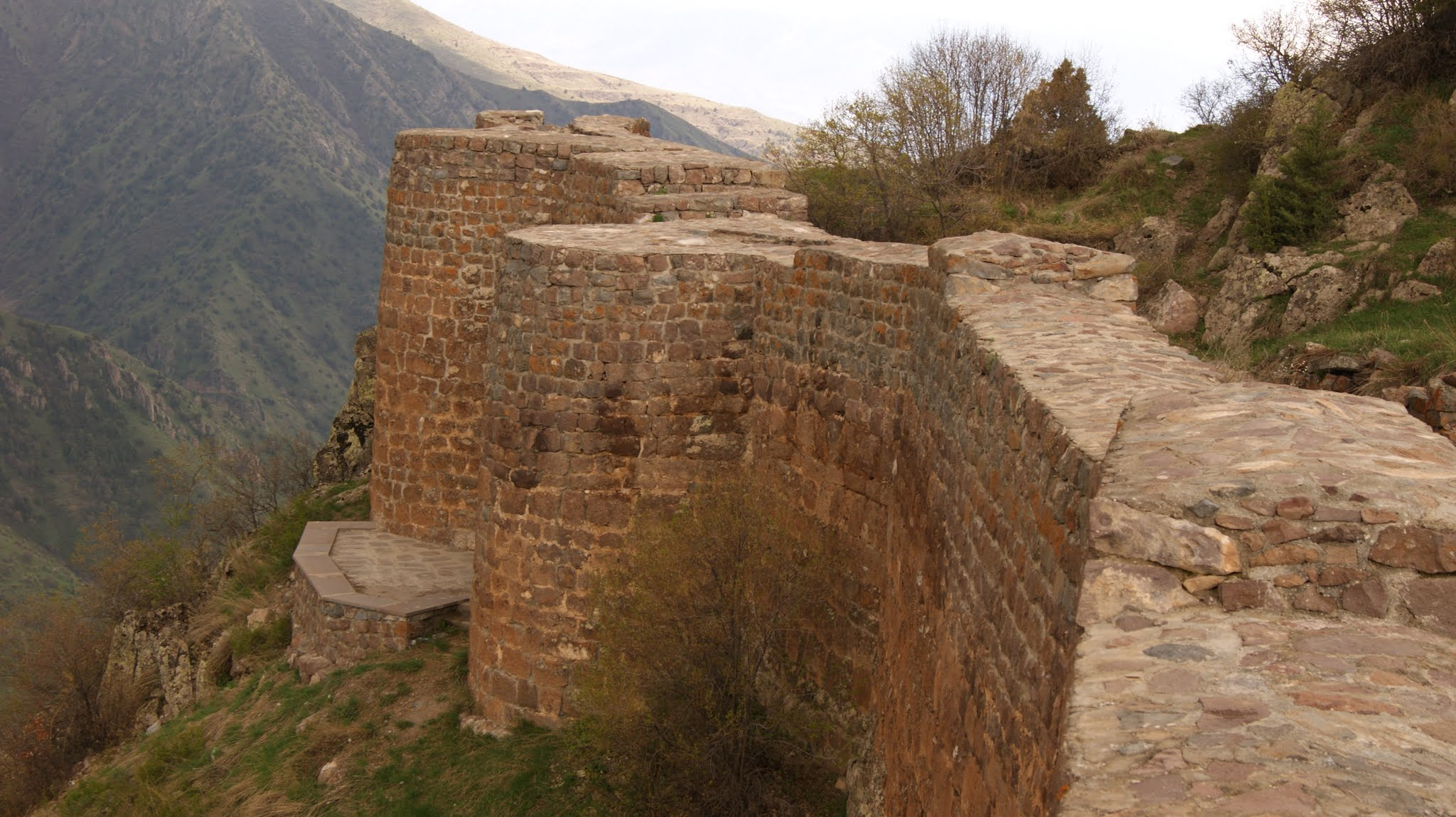
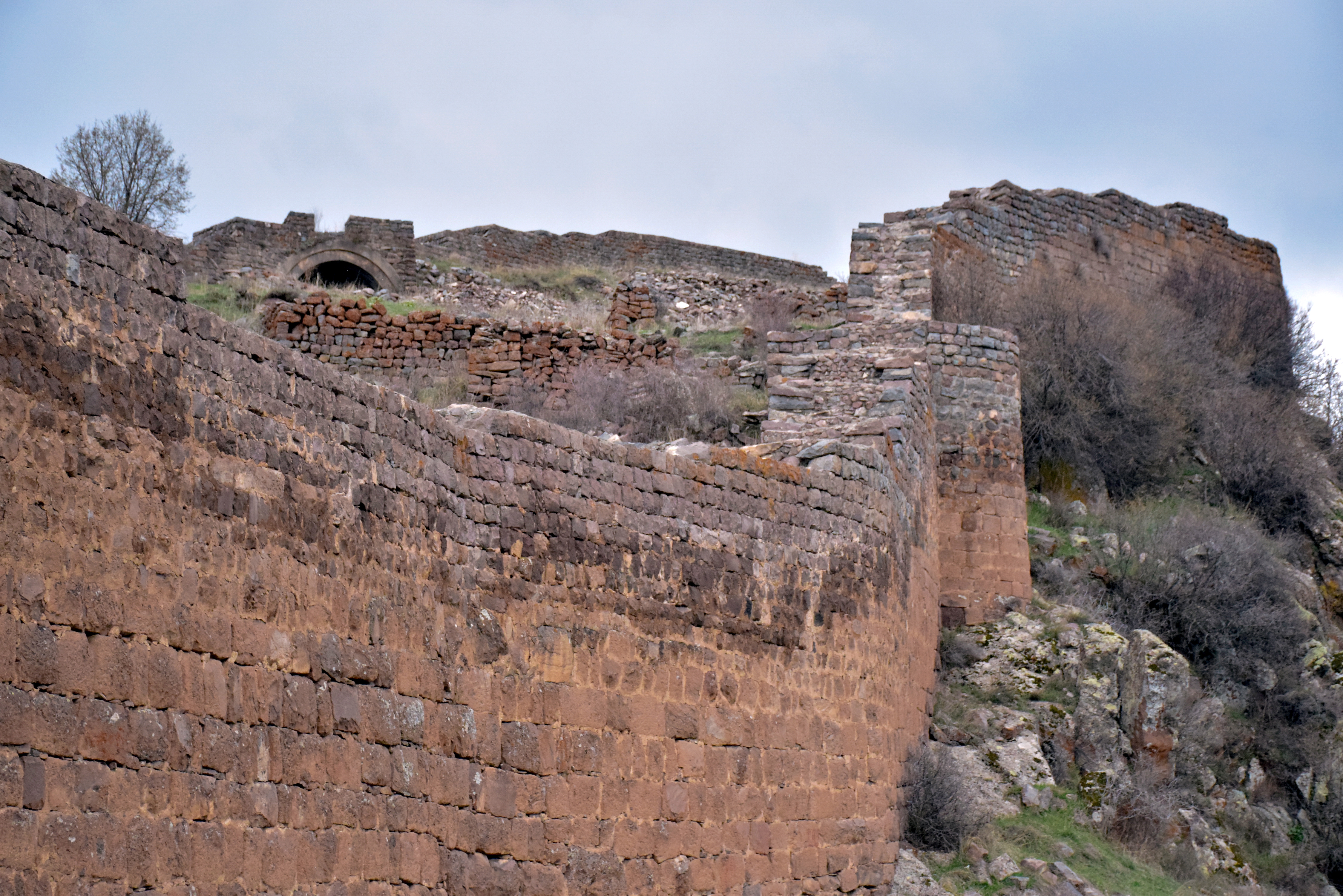
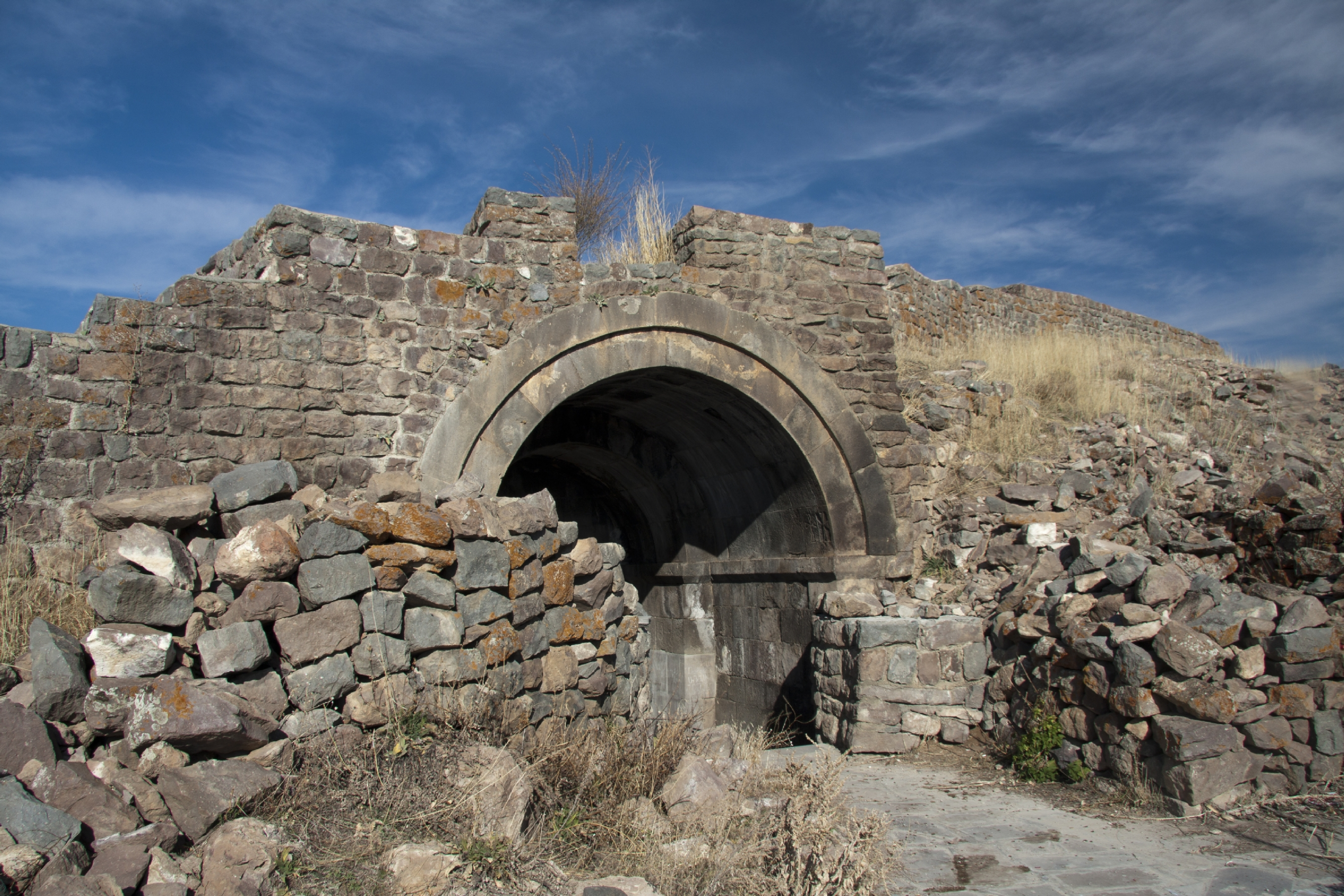

## 修复工作及旅游业
亚美尼亚文化部倡议下，斯姆巴塔堡于2011年开始修复清理工作。城防外墙得以加固，以防坍塌。修复作业中要塞内部清出额外的建筑痕迹，修复工作因而暂停。2018年6月，亚美尼亚政府公布斯姆巴塔堡为历史文化保护地。如今此地已成亚美尼亚一大旅游热点。

### 引用来源
- Ալիշան [Ališan], Ղեւոնդ [Łewond].  [西萨坎：休尼克省地理]. Venetik. 1893  [2024-01-02]. （原始内容存档于2024-01-02） （亚美尼亚语）.
- Եգիազարյան [Ełiazaryan], Հ. [H.].  [阿济兹别科夫区的文化纪念物] (PDF). Erewan: Haypethrat. 1955  [2024-01-02]. （原始内容存档 (PDF)于2023-07-03） （亚美尼亚语）.
- Գրիգորյան [Grigoryan], Աննա [Anna].  [斯姆巴塔堡：重要的历史文化地，也是旅游点]. Armenpress. 2018  [2023-07-03]. （原始内容存档于2018-06-20） （亚美尼亚语）.
- Հակոբյան [Hakobyan], Թ.Խ. [T῾. X.]; Մելիք-Բախշյան [Melik῾-Baxšyan], Ստ.Տ. [St. T.]; Բարսեղյան [Barsełyan], Հ.Խ.  [H. X.]. .   [亚美尼亚及邻近地区地名词典] 2. Երեվանի Համալսարանի Հրատարակչւթյւն [埃里温大学出版社]. 1988  [2024-01-02]. （原始内容存档于2023-07-03） （亚美尼亚语）.
- Հասրաթյան [Hasrat῾yan], Մ. [M.].  [斯姆巴塔堡]. Համբարձումյան [Hambarjumyan], Վիկտոր [Viktor]  (编).  10. Erewan: 455. 1984  [2024-01-02]. （原始内容存档于2023-09-23） （亚美尼亚语）.
- Holding, Deirdre,  4, Guilford, Connecticut: The Globe Pequot Press, 2014, ISBN 978-1-84162-555-3
- [斯姆巴塔堡]. hushardzan.am. 2016-10-05  [2023-07-03]. （原始内容存档于2023-02-09）.
- [「斯姆巴塔堡」历史文化保护地]. hushardzan.am. 2018  [2023-07-03]. （原始内容存档于2023-03-23） （亚美尼亚语）.
- Stone, Michael E.; Topchyan, Aram. . Oxford University Press. 2022  [2024-01-02]. ISBN 9780197582077. （原始内容存档于2024-01-02）.